# Mikladalur
Mikladalur (dänisch: Mygledal) ist ein Ort der Färöer auf der Nordinsel Kalsoy

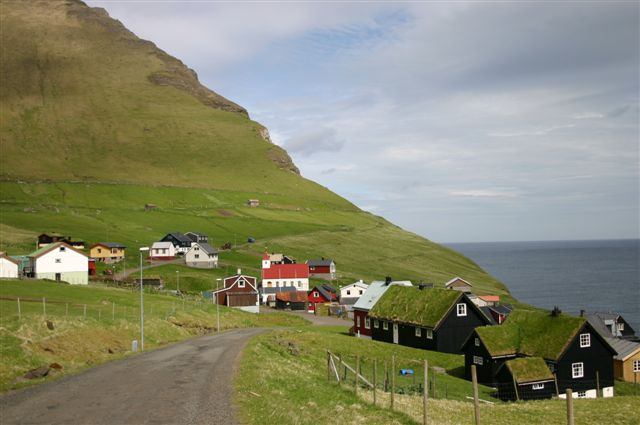
Blick auf Mikladalur von Süden.

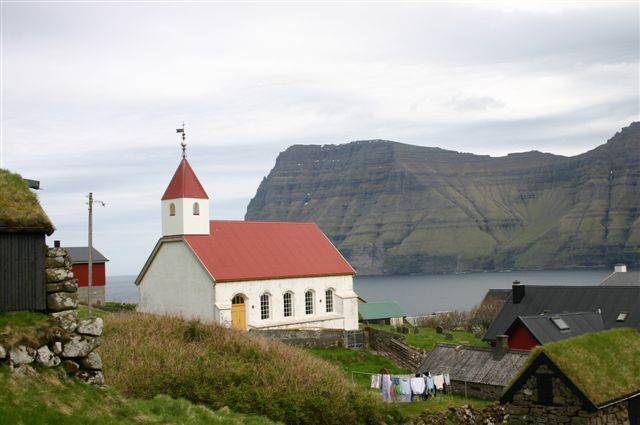
Kirche (1856) in Mikladalur.

Zur ehemaligen Kommune Mikladalur (bis 2005) gehört der Ort Trøllanes, mit dem es seit 1985 durch einen 2248 m langen Tunnel verbunden ist. Mikladalur ist der größte Ort auf Kalsoy und liegt an ihrer Ostküste.
Die Steinkirche von Mikladalur stammt aus dem Jahr 1856.
Etwas oberhalb des Ortes ist der Viðarlundin í Mikladali beachtenswert, ein kleiner Wald. Er hat eine Fläche von 1,5 ha und wurde seit 1953 angelegt. Er befindet sich im Besitz der Kommune Mikladalur.

## Persönlichkeiten
- Hans í Mikladali (1920–1970), Maler